# Moisés Tuʻu Hereveri
Moisés Jacob Tu'u Hereveri, né vers 1873 et mort le 3 septembre 1925 est élu ariki (roi) de Rapa Nui (île de Pâques) de 1901 à 1902. Il est le dernier Rapa Nui à revendiquer la royauté traditionnelle au début du XXe siècle. Cependant, on ne se souvient pas de lui comme du dernier roi, mais de son prédécesseur Riro Kāinga. Toutefois, aucun des deux ne détient de réel pouvoir ou légitimité sur le territoire à la suite du traité d'annexion signé par Atamu Tekena avec le Chili. La variation de son nom de famille comprend Hereveri, Here Veri, Veri-Veri, Beri-Beri, Tueri-Beri, Tueriveri ou Tueriveri.

## Contexte
De retour sur l'île de Pâques, l'avant-dernier roi Atamu Tekena cède l'île au Chili (représenté par le capitaine Policarpo Toro) le 9 septembre 1888. Cependant, le traité d'annexion n'est pas ratifié par le Chili et la colonie de Toro échoue. Le gouvernement chilien abandonne la colonie en 1892 en raison de troubles politiques sur le continent, en proie à une guerre civile, ce qui incite les Rapa Nui à réaffirmer leur indépendance. Le représentant du clan Miru, Siméon Riro Kāinga, est élu au poste d'Ariki laissé vacant par la mort d'Atamu Tekena en août 1892,.
Les Rapa Nui tentent en vain de récupérer la souveraineté indigène en l'absence de contrôle chilien direct de 1892 à 1896. Cependant, le Chili réaffirme ses revendications et l'île est louée à Enrique Merlet et à la Williamson-Balfour Company. Alberto Sánchez Manterola est nommé représentant de Merlet et sous-délégué maritime du Chili. Ils restreignent l'accès des insulaires à la plupart de leurs terres, à l'exception d'une colonie fortifiée à Hanga Roa, qu'ils ne sont pas autorisés à quitter sans autorisation. Le jeune roi tente de protester contre les abus de l'entreprise mais meurt dans des circonstances suspectes à Valparaíso,. La nouvelle de la mort du roi ne parvient à l'île qu'en mars 1899. Par la suite, Sánchez déclare la royauté indigène abolie,.

## Biographie

### Famille
Hereveri naît en 1873, d'origine Rapa Nui, en 1873, à Haapape, dans le Protectorat français du Royaume de Tahiti, aujourd'hui près de l'actuelle Pointe Vénus à Mahina,. Son père est Here Veri, baptisé Agustín (Akutino), également connu sous le nom d'Akutino Hereveri (1851-1894), et sa mère est Vai a Tare, baptisée Margarita, également connue sous le nom de Maria Te Vai a Tare (1840-?). Il est baptisé Moite ou Moisés. Sa famille fait partie du clan Miru, plus précisément de la branche Miru Hamea,.
La famille d'Hereveri fait partie de la communauté issue de la diaspora rapanui installée à Tahiti. Le 6 juin 1871, la moitié de la population de Rapa Nui, soit environ 277 insulaires, suit le Père Hippolyte Roussel et le Frère Théodule Escolan, missionnaires catholiques français de la Congrégation des Sacrés-Cœurs de Jésus et de Marie, à Tahiti et Mangareva après des affrontements entre les missionnaires et l'éleveur Jean-Baptiste Dutrou-Bornier,,. Ses parents feraient partie des 108 Rapa Nui qui suivent frère Escolan et sont employés dans la plantation de l'homme d'affaires britannique John Brander à Tahiti, ou parmi les 67 insulaires envoyés par Dutrou-Bornier pour rejoindre les ouvriers en octobre 1871.
Hereveri épouse Uka o Tu'a a Vaka (née en 1872), baptisée Balbina (Parapina), également connue sous le nom de Parapina Avaka, qui est la fille de Tomenika a Vakatukuonge, une autre catéchiste catholique indigène atteinte de la lèpre. Elle aurait été l'une des dernières Rapa Nui à comprendre l'écriture du rongorongo,,,. Ses descendants portent le nom de famille Hereveri.

### Règne éphémère
Riro Kāinga est généralement considéré comme le dernier roi de l'île de Pâques. Cependant, deux autres candidats à la royauté existèrent après lui. Enrique Ika est proclamé roi le 8 janvier 1900. Moisés Tu'u Hereveri est élu roi en 1901. Hereveri est élu avec la permission du successeur de Sánchez, Horacio Cooper White, qui est considéré comme un administrateur beaucoup plus despotique que son prédécesseur,,.
En tant que nouveau roi, il mène une rébellion infructueuse influencée par Angata, un autre membre du clan Miru. Le conflit est déclenché lorsque les gardes chiliens commencent à kidnapper des femmes Rapa Nui mariées et à les garder au siège de l'entreprise à Mataveri pendant que leurs maris travaillent sur le terrain. Hereveri ordonne aux hommes de sauver leurs femmes et des escarmouches avec la compagnie suivent. Les Rapa Nui repoussent les forces vers Mataveri, mais la rébellion est réprimée le 19 juillet 1902 avec l'arrivée de la corvette navale chilienne Baquedano,,.
En 1902, le Chili nomme Juan Tepano, informateur culturel Rapa Nui, comme cacique pour tenter de mettre fin à la résistance indigène. Une décennie plus tard, Angata mène une autre rébellion infructueuse contre l’entreprise d’élevage en 1914. Elle est écrasée lorsque la marine chilienne arrête les meneurs de la révolte,. La royauté est restée vacante pendant un siècle après Ika et Hereveri. Un mouvement indépendantiste s'est poursuivi sur l'île. En 2011, le petit-fils de Riro Kāinga, Valentino Riroroko Tuki, se déclare roi de Rapa Nui,.

### Fin de vie
Selon les sources publiées par Bienvenido de Estella et JI Vives Solar, Hereveri est exilé de l'île par les autorités chiliennes après sa révolte infructueuse en 1902 pendant une décennie. Il est allégué qu'il fait carrière comme aspirant dans la marine chilienne et qu'il fait le tour du monde en 1908,. L'historien Rapa Nui Cristián Moreno Pakarati met en doute le récit de la déportation d'Hereveri car il n'existe aucun document pour l'indiquer. Il qualifie le récit de sa carrière navale d'erroné et peut-être alambiqué par l'expérience de son fils Mateo Hereveri Vaka en tant que garçon de cabine sur un navire de la marine chilienne. Hereveri est mort sur l'île de Pâques, le 3 septembre 1925,,. Pakarati note qu'Enrique Ika et Moisés Tu'u Hereveri sont injustement oubliés par l'historiographie de Rapa Nui,.

## Voir également
- Histoire de l'île de Pâques

## Lectures complémentaires
- Bienvenido de Estella, Los misterios de la Isla de Pascua, Santiago, Imprenta Cervantes, 1920 (lire en ligne)
- J.I. Vives Solar, El último rey de Rapa-Nui, Revista Sucesos 932, 1920